# Little Queen
Albums de Heart
Dreamboat Annie
(1976) Magazine
(1978)
Little Queen est le deuxième album studio du groupe rock américain Heart, il est classé parmi les 50 (25/50) plus grands albums de tous les temps. 
"Women who rock" par le magazine Rolling Stone.

## Historique
Le groupe souhaitait que Magazine soit leur deuxième album. Cependant, un différend contractuel avec leur label, Mushroom Records, a abouti à la signature du groupe avec Portrait Records, une division nouvellement formée par CBS Records (maintenant Sony / BMG). 
Le contrat avec Mushroom prévoyait deux albums et le label estimait qu’il leur en fallait un deuxième. Sur cette base, Mushroom a tenté d'empêcher la sortie de Little Queen et de toute autre parution de Heart. Ils ont pris les cinq titres inachevés de Magazine et ont ajouté une face B et deux enregistrements live. La première publication de l'album au début de 1977 est venue avec une clause de non-responsabilité sur la jaquette arrière. 
La dispute a traîné et s'est terminée avec la cour qui a décidé que Heart était libre de signer avec un nouveau label, mais a ajouté que le groupe devait en effet un second album au label Mushroom. Alors, Heart est retourné en studio pour réenregistrer, remixer, éditer et réorganiser les enregistrements de l'album lors d'une session marathon de quatre jours. Un gardien ordonné par le tribunal s'est tenu à proximité pour empêcher l'effacement des bandes maîtresses. 
Little Queen a été publié le 14 mai 1977 et Magazine a été réédité le 22 avril 1978. Avec le single 
Barracuda, Little Queen a dépassé les ventes de son prédécesseur, ce qui lui a finalement valu le statut de triple Platine. Cependant, la sortie de cet album a également donné au groupe la distinction d’avoir leurs trois albums en même temps sur les charts.

## Barracuda
Après que le premier album Dreamboat Annie ait vendu un million de copies, le label Mushroom a publié une annonce d'une page complète dans le magazine Rolling Stone, vantant le succès du groupe, utilisant le titre Million to One Shot Sells Million. La publicité ressemblait à la page de couverture d'un journal de tabloïd et comprenait une photo de la séance photographique pour la pochette de l'album Dreamboat Annie. La légende disait: "Les sœurs Wilson de Heart confessent : "Ce n'était que notre première fois!"" 
Juste après la diffusion de cette annonce, une promotrice de radio de Detroit recevant Ann Wilson en entrevue a demandé à celle-ci où se trouvait son amante (en référence à sa sœur, Nancy). Ann a été outrée et s'est retirée dans sa chambre d'hôtel pour écrire une chanson. Lorsqu'elle a relaté l'incident à Nancy, celle-ci a aussi été choquée. Nancy s'est joint à sa sœur Ann et a contribué une mélodie et un pont. La chanson est devenue Barracuda, qui a culminé dans les charts au numéro 11 et reste l'une des chansons les plus connues du groupe.

## Liste des pièces
| 1. | Barracuda           | Ann Wilson, Nancy Wilson, Roger Fisher, Michael DeRosier | 4:21 |
| 2. | Love Alive          | Ann Wilson, Nancy Wilson, Roger Fisher                   | 4:22 |
| 3. | Sylvan Song         | Nancy Wilson, Roger Fisher                               | 2:12 |
| 4. | Dream of the Archer | Ann Wilson, Nancy Wilson, Roger Fisher                   | 4:30 |
| 5. | Kick it Out         | Ann Wilson                                               | 2:45 |

| 6.  | Little Queen  | Ann Wilson, Nancy Wilson, Roger Fisher, Michael DeRosier, Howard Leese, Steve Fossen | 5:10 |
| 7.  | Treat Me Well | Nancy Wilson                                                                         | 3:25 |
| 8.  | Say Hello     | Ann Wilson, Nancy Wilson, Roger Fisher                                               | 3:36 |
| 9.  | Cry to Me     | Ann Wilson, Nancy Wilson                                                             | 2:52 |
| 10. | Go on Cry     | Ann Wilson, Nancy Wilson, Roger Fisher                                               | 5:53 |

## Personnel
- Ann Wilson : Chant (1, 2, 4–6, 8–10), flûte traversière (2)
- Nancy Wilson : Guitares acoustique (1, 2, 4, 6–9) et électrique (7, 10), autoharp (2, 4), mandoline (3, 4), piano (5), chant (7), harmonica, chœurs (2, 4, 5, 6, 8, 9)
- Roger Fisher : Guitare solo (1, 2, 5, 6, 10), guitare rythmique (8, 10), mandoline (3, 4)
- Howard Leese : Guitare solo (1), guitare rythmique (5, 6) mandoline (8), piano (2), Grand Piano, synthétiseur Moog basse (3, 4), Mellotron (1, 4), arrangements (7), chœurs (2, 4, 6, 8, 10)
- Steve Fossen : Basse (1, 2, 5–8, 10)
- Michael Derosier : Batterie (1, 2, 5–8, 10), percussions (4, 8), timbales (10), cloches (10), tablas (2)

## Personnel additionnel
- Lynn Wilson, Celia Dunnington : Chœurs (9, 10)